# Gibbon (Nebraska)
Gibbon – miasto w Stanach Zjednoczonych, w stanie Nebraska, w hrabstwie Antelope.